# 경주터널 (국도)
경주터널(慶州터널)은 대한민국의 경상북도 경주시 건천읍과 현곡면을 잇는 터널이며, 건천 ~ 포항간 자동차 전용도로인 건포산업로(국도 제20호선)을 구성한다. 2004년 12월에 정식 개통하였다. 터널 길이는 포항 방면이 2080m, 경주 방면이 2060m이다.

## 같이 보기
- 경주터널 (고속도로)
- 터널